# Lowlands scozzesi
Le Lowlands scozzesi  (in inglese Scottish Lowlands, in scots the Lallans o the Lawlands; in gaelico scozzese a' Ghalldachd, "la terra degli stranieri") sono una regione storica della Scozia. Non costituiscono una divisione amministrativa, ma indicano nell'accezione comune l'area della Scozia non riconducibile alle Highlands, ossia le zone centro-meridionali che si estendono a sud e ad est della faglia delle Highlands, che corre da Stonehaven a Helensburgh.
A dispetto del nome, alcune aree delle Lowlands, come le Southern Uplands, non sono fisicamente “basse”, così come alcune aree delle Highlands, quali Islay e la contea di Caithness, sono prevalentemente costituite da bassopiani.
Le Lowlands comprendono dunque le seguenti aree amministrative scozzesi: Ayrshire Settentrionale, Meridionale ed Orientale, Inverclyde, Renfrewshire, Renfrewshire Orientale, Dunbartonshire Occidentale ed Orientale, Glasgow, Lanarkshire Settentrionale e Meridionale, Falkirk, Edimburgo, Midlothian, West Lothian, East Lothian, Clackmannanshire, Fife, Dundee, Angus, Aberdeenshire, Aberdeen, Moray, Perth e Kinross, Stirling, Dumfries e Galloway, Scottish Borders.
Geograficamente, la Scozia viene anche divisa in tre aree: le Highlands, le pianure della Central Belt e le Southern Uplands. Le Lowlands comprendono approssimativamente le ultime due.